# Юнда Іван Федорович
Іван Федорович Юнда ( 25 вересня 1919, село Мала Джалга Ставропольського краю– 27 вересня 1994, Київ) – український уролог, онколог, андролог, сексопатолог, доктор медичних наук, професор, педагог,  засновник наукової школи сексопатології України.

## Біографія
Народився 25 вересня 1919  року в селі Мала Джалга Ставропольського краю в українській селянській родині, тато був чабаном. Згідно перепису населення 1926 року біля 90 відсотків населення Малої Джалги складали українці. По закінченні середньої школи навчався за спеціальністю лікаря ветеринара, потім служив в армії.
Під час Німецько-радянської війни  пішов добровольцем на фронт, після закінчення медичних курсів служив фельдшером в медсанбаті.  Брав участь у визволенні України, був  поранений, нагороджений бойовими медалями.Після демобілізаціі із лав армії поступив до Львівського медичного інституту, який закінчив в 1949 році.
1949-1952рр. – ординатор хірургічного відділення Заліщицької районної лікарні Тернопільської області.
1952- 1954 роки – клінічна ординатура по онкохірургії в  Київському НДІ рентгенорадіології та онкології. Тут же почалась наукова діяльність Івана Федоровича Юнди під керівництвом професора Шевченка І.Т. яка завершилася в 1956 році захистом кандидатської дисертації на тему «Практичне застосування полярографічного метода в онкології». У 1957 році пройшов спеціалізацію з урології та  став завідувачем відділення онкологічної урології.
Вивчав роль ендокринних факторів в процесах малігнізації та передракові стани в урології.
В 1968 році захистив докторську дисертацію на тему «Злоякісні пухлини яєчок». Науковий керівник - професор Проскура О. В.
Із 1968 року завідувач лабораторіі ендокринології Київського науково-дослідного інституту урології та нефрології МОЗ України. Із 1972 року – керівник відділу і клініки сексопатології.
Із 1974 року очолював республіканський центр сексопатології та одночасно був головним спеціалістом сексопатологом МОЗ УРСР.
Із 1970 по 1976 рік – заступник директора по науці Київського НДІ урології та нефрології.
Помер 27 вересня 1994 року. Похований в Києві на Лісовому кладовищі.

## Наукова і громадська діяльність
В Україні розвиток і становлення сексопатології як науки пов’язані саме із ім'ям професора І.Ф. Юнди.
Багато і плідно  працював над проблемами тоді ще молодої та не всіма визнаної науки – сексопатології. Його науковий пошук, новаторські дослідження та результати роботи ним керованого відділу знайшли відображення у численних публікаціях та монографіях. сьогодні не втратили актуальності проблеми, підняті професором І.Ф. Юндой у монографіях: «Хвороби чоловічих статевих органів», «Гармонія та дисгармонія у шлюбі», «Статеве життя і здоров'я людини», «Безпліддя в шлюбі», «Простатити», «Соціально-психологічні та медико-біологічні основи сімейного життя " та інших. Однією з найвагоміших заслуг Івана Федоровича стало створення власної класифікації сексуальної дисфункції та чоловічої безпліддя, які у модифікованому вигляді використовуються в медичній практиці  і зараз.
Зусиллями І.Ф.Юнди було зареєстровано спеціальність «сексопатологія».
Завдяки ентузіазму Івана Федоровича в Україні, вперше в СРСР, було організовано мережу обласних і районних сексологічних кабінетів і підготовано фахівців для надання допомоги хворим.  Такої развинутої мережі спеціалізованої допомоги, на той час, ще не було створено у жодній з республік Радянського Союзу. У 1972 році при Інституті урології відкрито спеціалізовану клініку сексопатології, а в 1974 році було створено Республіканський центр сексопатології, базовий науковий та методичний центр з цієї проблеми. У 1988 році його зусиллями організовано міжгалузеве наукове медико-педагогічне товариство сексологів України(3).
Автор понад 300 друкованих наукових праць, у тому числі 11 монографій, науково-популярних і просвітницьких видань.Автор 12 винаходів, з котрих 6 запатентовані.
Серед робіт:
«Злоякісні пухлини яєчок» 1971.
«Статеве життя і здоров’я людини” 1978.
«Половая жизнь и здоровье человека» 1985.
«Простатиты» 1987.
«Болезни мужских половых органов» 1989.
«Бесплодие в супружестве» 1990.
Зі своїми колегами описав нову хворобу — склероз передміхурової залози, вивчив її клініку, розробив діагностику і запропонував ефективне  лікування, якого не існувало раніше для цієї категорії хворих.
Був членом Міжнародного і Європейського товариств урологів, сексологів і сексопатологів.
Учні – професори  Л.П. Імшинецька, Горпинченко І. І.,   Бойко М. І., Б.М.Ворник, О.К. Напрєєнко.
Пішов у засвіти 27 вересня 1994 під час проведення з’їзду  Асоціації сексологів і андрологів України та урочистих вшанувань із нагоди 75-річного ювілею.

## Відзнаки
Заслужений діяч науки УРСР, лауреат Державної премії України в галузі науки і техніки (1983); за цикл робіт «Обґрунтування, комплексна розробка та впровадження в широку медичну практику методів діагностики, лікування і профілактики захворювань передміхурової залози — простатиту, склерозу, аденоми»).
Нагороджений Орденом Вітчизняної війни I ступеня, Орденом Знак Пошани та  медалями

## Родина
Дружина – Онищенко Гріана Григорівна (1924-2009), лікар-гінеколог
Син – Юнда Леонід Іванович (1952-2020), лікар психіатр, психотерапевт.
Засновник і керівник відділення межових розладів особистостей КНП»Клінічна лікарня»ПСИХІАТРІЯ» Києва  і центру медичної психології і психотерапії.
Донька – Юнда Анна Іванівна ( 1960), режисер-документаліст.